# Storm Hawks
Storm Hawks – fantastyczno-przygodowy serial animowany, produkcji amerykańsko-kanadyjskiej (Asaph „Ace” Fipke i YTV).
W Polsce serial był emitowany na kanale Cartoon Network od 10 listopada 2007 roku.

## Fabuła
Było to 10 lat temu niemal co do dnia. Bitwa mająca zakończyć wszystkie bitwy. Dobro kontra zło. Podniebni Rycerze kontra Cykloniści. Piorunujący Błysk - wspaniały Rycerz będący liderem Storm Hawks - dowodził atakiem. Mając całą Atmosię za plecami wiedział, że nie może przegrać. Lecz jego drugi pilot zdradził go. Storm Hawks i ich Kondor zostali zniszczeni, a alianci szybko rozbici. Cyklonia wygrała. Zdrajca został nagrodzony. Wkrótce Atmosia poznała go jako Ciemnego Asa. Wraz ze Storm Hawks i ich Kondorem nadzieja na zwycięstwo umarła. Do dzisiaj... Tylko ostatni potomek Piorunującego Błyska - Strzała - może zjednoczyć krainy i sprowadzić pokój na Atmosie. Strażnicy stawiają mu cel: odnaleźć statek, odbudować drużynę i tym samym wypełnić swoje przeznaczenie. Zostanie on bowiem Podniebnym Rycerzem, a jego przyjaciółka - Faja - będzie w stanie pokonać kiedyś Panią Cyklonis. Od tej pory młodzi Storm Hawks muszą przeszkodzić Cyklonistom w podboju Atmosii i postarać się dorównać legendzie swoich poprzedników.

## Czas i miejsce akcji
Akcja serialu toczy się w świecie o nazwie Atmosia, a dokładniej na Południowym Niebie Atmosii. Atmosia jest światem tysięcy górzystych królestw, znacznie od siebie oddalonych. Górzyste królestwa to krainy-skupiska skał wystające ponad powierzchnię chmur. Krainy łączą się w kwadranty, a prawie każdej broni szwadron Podniebnych Rycerzy. Podniebni Rycerze dysponują zasilaną kryształami bronią, sztuką Sky Fu i pojazdami zdolnymi do szybkiej i zdalnej transformacji umożliwiającej lot bądź jazdę. Technologia tego świata jest zależna od kryształów, które w Atmosii są źródłem siły, szybkości, energii. W Atmosii prócz ludzi żyją także Rębacze, Merby, Blizarianie, Raptorzy i Głębiniaki.

## Bohaterowie

### Storm Hawks
W skład szwadronu Storm Hawks wchodzi sześć osób:
- Strzała (ang. Aerrow) – Ma 14 lat. Jest sierotą i wychowywał się prawdopodobnie z Fają i Piątakiem. Kiedy miał około czterech lat, zginął jego ojciec - Piorunujący Błysk - zniszczony przez Ciemnego Asa. Jest najmłodszym Podniebnym Rycerzem w historii. Ma bladą skórę, czerwone włosy i zielone oczy. Jest przywódcą nowego szwadronu Storm Hawks. Bardzo dobrze walczy wręcz, ale na ogół posługuje się dwoma krótkimi mieczami. Jest świetnym pilotem swojego śmigacza Mark V Jastrzębia. Jego przeznaczeniem jest doprowadzenie do pokoju w Atmosii. Strzała wiele razy wygrał pojedynek z Ciemnym Asem (jest jedyną osobą do tej pory). W odc. 45 („Wieczór Filmowy”) nazywa Ciemnego Asa totalnym lamusem. Jako Podniebny Rycerz trzyma się przysięgi i na pierwszym miejscu stawia honor i dobro innych. Typowy optymista, do tego jest odważny, mądry, bardzo wygimnastykowany, trudno go zniechęcić. Poważnie podchodzi do spraw związanych z Ciemnym Asem. Nie lubi sprawiać nikomu przykrości (np. Strupowi w odc. 41 lub Faji w odc. 13). Jego marzeniem jest zniszczyć Ciemnego Asa i Cyklonis, a od drugiej serii dochodzi zbadanie Drugiej Strony Atmosii. Popisowy ruch Strzały to Piorunowy Pazur. Najlepszym przyjacielem Strzały jest Radar, który jest też jego drugim pilotem. Mimo iż jest Rycerzem, często jest lekceważony przez innych, przede wszystkim przez Ogara.
- Piątak (ang. Finn) – ma 14 lat. Wychowywał się ze Strzałą i Fają. Również jest sierotą. Ma blond włosy i niebieskie oczy. Skrzydłowy, strzelec wyborowy. Jest zapatrzonym w siebie egoistycznym nastolatkiem. Często robi na złość Faji i Bocianowi. Wielki Domo z Wapos, uratował dwa razy tę krainę. Zdarza się, że postępuje lekkomyślnie („Szybkość”), czasami za dużo się przechwala („Cisza w Eterze”), wydaje się być chciwym („Zakazane Miasto”). Kilka razy kłamał. Jego hobby to granie na gitarze i tworzenie rocka. Prawie w każdym odcinku jego pojazd zostaje przecięty na pół. W walce używa kuszy. Jego wrogiem jest Majak, z którą zawsze przegrywa. W odcinku 25. pokonał Reptona. Nie potrafi się zachować przy stole, czego dowodzi w odc. 4. Jest leniwym („Piątakonium”) bałaganiarzem („5 dni”), przez którego Storm Hawks wpadają czasem w kłopoty. Ma słabość do pięknych dziewczyn, a spotkanie pewnej Amazonianki jest jego największym marzeniem. Czasem bywa pomocny. Utworzył własny szwadron Ultra Ziomów (odc. 47), z którym pokonał Jeźdźców Mroku. Nakłonił też kapitana Strupowatego, by pomógł Podniebnym Rycerzom wygrać ostateczną bitwę o Atmosię. Bardzo oddany przyjaciołom, szczególnie Strzale, o czym można się przekonać w odc. 45, kiedy to powiedział do niego: „Jestem z Tobą nawet wtedy, kiedy mnie nie ma”.
- Szmelc (ang. Junko) – ma 14 lat. Wychowywał się w Zrębie. Ma ciocię Burdę (dostał od niej kostkogrzmoty) i wuja Ciąga (musiał prowadzić jego Falbankowy Ciąg w odc. 48.). Jest Rębaczem. Ma sterczące, krótkie włosy i szare oczy. W Storm Hawks pełni rolę inżyniera lotów i balistyki, czyli ogólnie jest mechanikiem. Zna się na gotowaniu, chociaż nikt nie zjada jego potraw. Jest słabszy od innych Rębaczy, bardzo czuły na punkcie honoru, cichy i wrażliwy. W walce używa kostkogrzmotów. Wierny rębaczym obyczajom. Ma bardzo pojemny i odporny żołądek. Jest uczulony na Jeźdźców Mroku i Podniebne Rekiny. Jego najlepszym przyjacielem jest Piątak, który często pakuje go w kłopoty. W odc. 30 chciał dołączyć do Barfów, natomiast w odc. 48 wyzwał wodza Drakę do walki o władzę, pokonał go, ale nie zabił. Złamał tym samym obyczaj Rębaczy i został wygnany z krainy. Jego największym wrogiem jest Strzała, którego pokonał w odc. 1 i odc. 5. Szmelc jako iż jest słabszy od innych przezywany był cieniasem. Lubi zwierzęta, w odc. 7 przygarnia leniwca Kwilika. Boi się rębaczego dentysty, do którego musiał iść w odc. 24. Jego marzeniem jest odwiedzenie Zamku Króla Hamburgera.
- Faja (ang. Piper) – ma 14 lat. Jest sierotą i wychowywała się ze Strzałą i Piątakiem. Ma ciemną karnację skóry, granatowe włosy i pomarańczowe oczy. Jedyna dziewczyna w szwadronie. Odpowiada za nawigację i taktykę. Zna się również na kryształach i w końcowych odcinkach drugiej serii stara się opanować moc powiązywania. Zna Niebo Fu. Jest bardzo szczegółowa, inteligentna, pomysłowa, sprawia wrażenie wszystkowiedzącej. W walce używa laski na kryształy. Kiedy nie lata Kondorem, porusza się na swoim heli-skuterze. W 6 odcinku wygrała pojedynek z Panią Cyklonis (czuła jednak po jej odejściu pustkę). Zawsze stara się imponować Podniebnym Rycerzom (np. Gwiazdce, Ogarowi). Ma swoją sobowtórkę - księżniczkę Perygrynę, która zamienia się z nią rolami w odcinku „Zamiana”. Denerwuje ją muzyka Piątaka. Jej największym marzeniem jest znalezienie Kryształu Nieskończoności. Boi się, że kiedyś może stać się podobna do Cyklonis.
- Radar (ang. Radarr) – stworzenie nieokreślonej rasy, nie lubi, gdy nazywa się go zwierzęciem, chociaż przez wrogów jest często nazywany podniebną małpą. Pełni rolę drugiego pilota Strzały (jest do niego bardzo przywiązany) i często prowadzi jego śmigacz. Jest zwinny i mądry, wyczuwa złe zamiary innych o wiele wcześniej niż reszta załogi (głównie dlatego, że jest zwierzęciem). W odc. 35 ratuje wszystkich Storm Hawks przed komandorem Kurze Piórko. Podkochują się w nim kury.
- Bocian (ang. Stork) – dwudziestoletni pilot Kondora, rasy Merb. W jego rodzinnej krainie na każdym kroku czyhały niebezpieczeństwa, co zapewne przyczyniło się do obecnego zachowania Bociana, który panicznie boi się wszystkiego i wszystkich. Jego ulubionym powiedzeniem jest: „Czeka nas zagłada” albo „Już po nas”. Zamontował na Kondorze setki pułapek, którymi może kierować z mostka. Ze statkiem łączy go silna więź i jest w stanie poświęcić dla niego nawet życie (odc. „Lewiatan” i odc. „Czas zemsty”). Rzadko opuszcza pokład Kondora, ale kiedy już musi, porusza się na własnoręcznie zmontowanym Bocianowozie (odc. „Zakazane miasto”). Znajdują się w nim: wykrywacz pułapek, niezniszczalne opony, niezależne zawieszenie, spadochrony, ABS, 52 niezależne poduszki i katapulta w siedzeniu.

### Cykloniści
- Pani Cyklonis (ang. Master Cyclonis) – ma 14 lat i była wychowywana przez babcię. Po 10 latach odziedziczyła Cyklonię. Ma czarne włosy, fioletowe oczy podkreślone grubą warstwą czarnej kredki, charakterystyczny pieprzyk pod lewym okiem i pomalowane na czarno paznokcie. Bardzo ambitna, sprytna, inteligentna. Mistrzyni w powiązywaniu (jak sama twierdzi nie ma takiego kryształu, którego nie mogłaby podporządkować swej woli). Świetnie walczy. Posługuje się w walce zmodyfikowaną laską na kryształy. Nie toleruje porażek. Jej największym wrogiem jest Strzała, który zniszczył jej maszynę z Kamieniem Aurory w odc. 2. Chciała zmusić Faję do przyjaźni i przegrała z nią pojedynek w odc. 6. Włada całą armią Cyklonistów, współpracuje z Raptorami, a w drugiej serii z Mrocznymi Jeźdźcami. Podobno nie wie co to sojusz. Ostatecznie przegrała ostateczną bitwę o Atmosię i po unicestwieniu Ciemnego Asa (odc. 52) uciekła na Drugą Stronę Atmosii. Ufa jedynie Ciemnemu Asowi. Często jest nazywana przez niego wiedźmą lub Arogancką wiedźmą.
- Ciemny As (ang. Dark Ace) – Były Podniebny Rycerz. Drugi pilot i przyjaciel Piorunującego Błyska. Należał do Storm Hawks, lecz zdradził ich. Dołączył do armii Cyklonistów. Po 10 latach stanął do walki ze Strzałą. Pokonał go, ale darował mu życie twierdząc, że jest jeszcze młody. Ciemny As używa w walce miecza. Czasem dostaje jakieś kryształy od Pani Cyklonis, która bardzo mu ufa i zawsze wysyła na trudne misje. On sam osobiście uważa, że honor jest przereklamowany. Kłamliwy, podstępny, silny, przebiegły i bardzo pewny siebie. Niektórzy twierdzą, że jest najlepszym pilotem w dziejach Atmosii, ale dla Strzały to totalny lamus. Z jakiegoś powodu zawsze przegrywa z nim pojedynki (oprócz tego w pierwszym odcinku). Ma czarne włosy i czerwone oczy (kiedy był w Storm Hawks miały one czarny kolor). Często śmieje się ze swoich dowcipów, których tematem najczęściej jest Strzała (np. „Witaj, Strzała! Jak miło znowu cię okraść” lub „Nigdy nie walczyłem z woźnym, ale zawsze musi być ten pierwszy raz”). W odc. 39 odnalazł on Przeklętą Zbroję, którą wykorzystywał do walki. Jako dowódca cyklońskiej armii pozostał wierny Pani Cyklonis do końca. Został przez nią zniszczony w odc. 52.
- Strzał (ang. Snipe) – brat Majak. Nie jest zbyt bystry, polega głównie na swojej sile. Do walki ma maczugę na łańcuchu.
- Majak (ang. Ravess) – Cyklonistka często spotykana ze Strzałem. Gdy się pojawia, zawsze słychać muzykę skrzypiec. W walce posługuje się łukiem, gra na skrzypcach, których używa w walce.

### Raptorzy
- Repton – przywódca Raptorów. Wymaga od swoich podwładnych posłuszeństwa oraz karze ich surowo za porażki. W walce posługuje się bumerangiem. Został pokonany w walce przez Gwiazdkę w odc. 8 (Władza absolutna). Ginie w odc. 49 (Czas zemsty) trafiony własnym bumerangiem podczas próby zabicia Bociana i spadł przez to w przepaść.
- Horek – najwyższy i najsilniejszy z Raptorów, silniejszy nawet od Reptona. Przywódca przewyższa go jednak inteligencją.
- Legawy/Lugey – brat Reptona. Jest najmniej inteligentny z całej drużyny i zawsze pierwszy pakuje się w kłopoty.
- Szpic – chudy i mały Raptor. Nadrabia to jednak determinacją.

### Jeźdźcy Mroku
- Strupowaty – kapitan Jeźdźców Mroku. Ma jedno oko i jedną mechaniczną rękę. Lubi tańczyć.
- Gałka – pomocnik kapitana. Również ma jedno oko.
- Anonimowy Jeźdźca Mroku – zamiast ręki ma działo, wyglądające jak statek Jeźdźców Mroku.

### Inni
- Piorunujący Błysk (ang. Lightning Strike) - ojciec Strzały, przywódca dawnych Storm Hawks. Był wspaniałym Rycerzem i przyjacielem Ciemnego Asa. Podczas ataku na Cyklonię 10 lat temu został zabity przez Ciemnego Asa, a mianowicie zrzucony przez niego w Otchłań. Jego popisowym ruchem był Piorunowy Pazur. Miał czerwone włosy i ciemnozielone oczy. W walce używał długiego miecza, którego zabrał mu Ciemny As.
- Król Agar – król ludności mieszkającej w Wappos. Po raz pierwszy występuje w odcinku 11 („Król dnia”).
- TiRek – mały rębacz, którym opiekowali się Storm Hawks w odcinku 14 („Malutki kłopot”).
- Pułkownik – najstraszniejszy zbir w całej Atmosii. Z wyglądu przypomina pająka. Ma wielki żołądek, co udowadnia w odcinku 15. („Lotem błyskawicy”). Boją się go nawet Raptorzy.
- Profesor Domiwik – największy badacz i odkrywca w Atmosii. W odcinku 17 („Zakazane miasto”) pracował dla Cyklonistów. W tym zresztą odcinku pojawia się on po raz pierwszy, a po raz ostatni w odc. 40. („Czarne Wody”). Jest zachłanny, ma żółte włosy i krótką brodę.
- Tryton i Krabek – niebieskoskórzy bracia. Pomagali Storm Hawkom pokonać Lewiatana w odcinku 18. („Lewiatan”).
- Pan Moss – strażnik więzienia Zartakla, z którego w odcinku 16 („Ucieczka”) uciekł Strzała. Po raz kolejny pojawia się w odcinku 30 („Na końcu świata”).
- Gwiazdka (ang. Starling) - nieoficjalnie jest siódmym Storm Hawkiem. Ma 17 lat, fioletowe włosy i ciemnozielone oczy. Podniebny Rycerz. Była przywódczyni szwadronu „Myśliwce Przechwytujące”, który został zniszczony przez Reptona. Broniła ona Krainy Mesa. Ze względu na swój wiek wydaje się doroślejsza od reszty drużyny. Brawurowe akcje i niebezpieczne popisy są dokładnie w jej stylu. W walce posługuje się nunczako. Jest odważna, pomocna, pomysłowa, zawsze idealna i bardzo dokładna. Ma na Kondorze własny pokój i nie wiadomo dlaczego nie chciała zostać w drużynie na stałe. W odcinku 8 („Władza absolutna”) pokonała Reptona w pojedynku. W serialu występuje w odcinkach 1, 2, 8, 21, 51 i 52. Najlepszym przyjacielem Gwiazdki jest Strzała, który często walczy u jej boku. W odc. 2 („Era bohaterów”) jako Szpon szpiegowała Cyklonis. Z grona Podniebnych Rycerzy najbardziej nie lubi Ogara.

## Obsada
- Samuel Vincent – 
  - Strzała,
  - Ciemny As
- Matt Hill – Piątak
- Scott McNeil – Bocian
- Chiara Zanni – Faja
- Colin Murdock – Szmelc
- Cathy Waseluck – Majak
- Lenore Zann – pani Cyklonis
- Nicole Oliver – Gwiazdka

## Wersja polska
Opracowanie i udźwiękowienie wersji polskiej: Studio Sonica

Reżyseria:
- Miriam Aleksandrowicz (odc. 1-2, 4-6, 9-10, 13, 20-24),
- Jerzy Dominik (odc. 3, 7-8, 11-12, 14-19, 25-34, 40-44, 52)

Dialogi polskie:
- Dariusz Dunowski (odc. 1-2, 7-8, 15-16),
- Jan Aleksandrowicz-Krasko (odc. 3-6, 9, 14, 17-21, 23-25, 40-44, 52),
- Wojciech Szymański (odc. 10-13),
- Piotr Kozłowski (odc. 22, 26),
- Olga Latek (odc. 27-34)

Dźwięk i montaż:
- Agnieszka Stankowska (odc. 1-2, 4-6, 9-10, 13-19),
- Maciej Brzeziński (odc. 3, 7-8, 11-12, 20-34, 40-44, 52)

Organizacja produkcji:
- Katarzyna Grochowska (odc. 1-26),
- Agnieszka Kudelska (odc. 27-34, 40-44, 52)

Wystąpili:
- Michał Głowacki – Strzała
- Aleksander Czyż – Piątak
- Matylda Damięcka – Faja
- Jan Aleksandrowicz-Krasko –
  - Szmelc,
  - Legawy
- Modest Ruciński – Bocian

oraz
- Joanna Pach –
  - Pani Cyklonis,
  - Lynn
- Magdalena Karel – Gwiazdka
- Paweł Szczesny – Naczelnik więzienia
- Adam Bauman –
  - Profesor Domiwick (odc. 17, 40),
  - Pułkownik,
  - Strzał (odc. 44-46)
- Sebastian Cybulski – Strzał
- Sylwia Najach – Majak
- Adam Pluciński – Garet
- Janusz Wituch –
  - Ayrgyn,
  - Horek,
  - Czyżyk
- Wojciech Chorąży – Ciemny As
- Andrzej Hausner – Repton
- Tomasz Marzecki –
  - Jeden z Rady Podniebnych Rycerzy (odc. 1-2),
  - Tryton (odc. 18),
  - Rinjiin (odc. 37)
- Magdalena Krylik – Gołąbek (odc. 3)
- Mieczysław Morański – różne głosy
- Grzegorz Drojewski –
  - Jeden z cyklonistów,
  - Jeden z mieszkańców Wapos
- Andrzej Nejman
- Jerzy Dominik –
  - Lektor,
  - Sprzedawca MrozenYogi (odc. 15)
- Michał Ziembicki
- Andrzej Gawroński – Król Agar
- Piotr Szrajber
- Anna Apostolakis –
  - Wyrocznia (odc. 17),
  - Kelnerka (odc. 18)
- Jacek Czyż
- Aleksander Wysocki
- Wojciech Brzeziński
- Jakub Szydłowski
- Jarosław Boberek
- Grzegorz Pawlak
- Tomasz Jarosz
- Dorota Furtak

## Odcinki
- Serial liczy 52 odcinki.
- Serial po raz pierwszy w Polsce pojawił się na kanale Cartoon Network:
  - I seria (odcinki 1-13) – 10 listopada 2007 roku,
  - I seria (odcinki 14-26) – 12 stycznia 2008 roku,
  - II seria (odcinki 27-52) – 2 marca 2009 roku.
- Odcinki 16 i 18 CN wyemitował wcześniej.
- Serial był emitowany w specjalnym świątecznym maratonie akcji Świąteczni Bohaterowie, trwający od 17 grudnia 2007 roku do 6 stycznia 2008 roku w Cartoon Network.
- Odcinki 1 i 2: „Era bohaterów” zostały wyemitowane łącznie w całości po raz pierwszy 26 października 2008 roku o godz. 18:00 w ramach Kina Cartoon Network.
- Dnia 1 października 2009 roku polska edycja Cartoon Network zawiesiła emisję serialu, który został wyemitowany po raz ostatni 30 września 2009 roku.

### Spis odcinków
| Premiera odcinka | Nr | Polski tytuł                 | Angielski tytuł          |
| ---------------- | -- | ---------------------------- | ------------------------ |
|                  |    |                              |                          |
| SERIA PIERWSZA   |    |                              |                          |
|                  |    |                              |                          |
| 10.11.2007       | 01 | Era bohaterów                | Age of Heroes            |
| 11.11.2007       | 02 | Era bohaterów                | Age of Heroes            |
|                  |    |                              |                          |
| 17.11.2007       | 03 | Oporny wiatr                 | Gale Force Winds         |
|                  |    |                              |                          |
| 18.11.2007       | 04 | Kodeks                       | The Code                 |
|                  |    |                              |                          |
| 24.11.2007       | 05 | Cisza w eterze               | Tranquility Now          |
|                  |    |                              |                          |
| 25.11.2007       | 06 | Najlepsze przyjaciółki       | Best Friends Forever     |
|                  |    |                              |                          |
| 01.12.2007       | 07 | Czarny wąwóz                 | The Black Gorge          |
|                  |    |                              |                          |
| 02.12.2007       | 08 | Władza absolutna             | Absolute Power           |
|                  |    |                              |                          |
| 08.12.2007       | 09 | Szybkość                     | Velocity                 |
|                  |    |                              |                          |
| 09.12.2007       | 10 | Ogień i lód                  | Fire and Ice             |
|                  |    |                              |                          |
| 15.12.2007       | 11 | Król dnia                    | King For a Day           |
|                  |    |                              |                          |
| 16.12.2007       | 12 | Kraina głębin                | Terra Deep               |
|                  |    |                              |                          |
| 25.12.2007       | 13 | Ostrzeżenie przed burzą      | Storm Warning            |
|                  |    |                              |                          |
| 12.01.2008       | 14 | Malutki kłopot               | A Little Trouble         |
|                  |    |                              |                          |
| 13.01.2008       | 15 | Lotem błyskawicy             | Thunder Run              |
|                  |    |                              |                          |
| 22.12.2007       | 16 | Ucieczka                     | Escape!                  |
|                  |    |                              |                          |
| 20.01.2008       | 17 | Zakazane miasto              | Forbidden City           |
|                  |    |                              |                          |
| 23.12.2007       | 18 | Lewiatan                     | Leviathan                |
|                  |    |                              |                          |
| 27.01.2008       | 19 | Piątakonium                  | Infinnity                |
|                  |    |                              |                          |
| 02.02.2008       | 20 | Kraina Neon                  | Terra Neon               |
|                  |    |                              |                          |
| 03.02.2008       | 21 | Siódemka Storm Hawków        | The Storm Hawks Seven    |
|                  |    |                              |                          |
| 09.02.2008       | 22 | Akademia Szponów             | Talon Academy            |
|                  |    |                              |                          |
| 10.02.2008       | 23 | Syreni śpiew                 | Siren’s Song             |
|                  |    |                              |                          |
| 16.02.2008       | 24 | Wzywajcie Domo               | Calling All Domos        |
|                  |    |                              |                          |
| 17.02.2008       | 25 | Lekcja                       | The Lesson               |
|                  |    |                              |                          |
| 23.02.2008       | 26 | Kolo, gdzie jest mój Kondor? | Dude, Where’s My Condor? |
|                  |    |                              |                          |
| SERIA DRUGA      |    |                              |                          |
|                  |    |                              |                          |
| 02.03.2009       | 27 | Tłuk w masce                 | The Masked Masher        |
|                  |    |                              |                          |
| 03.03.2009       | 28 | Poszukiwani w całej Atmosii  | Atmos, Most Wanted       |
|                  |    |                              |                          |
| 04.03.2009       | 29 | Stratosfera                  | Stratosphere             |
|                  |    |                              |                          |
| 05.03.2009       | 30 | Na końcu świata              | The Last Stand           |
|                  |    |                              |                          |
| 06.03.2009       | 31 | W parze z Lugey              | Life With Lugey          |
|                  |    |                              |                          |
| 02.04.2009       | 32 | Co wstąpiło w Piątaka?       | What Got Into Finn?      |
|                  |    |                              |                          |
| 03.04.2009       | 33 | Zamiana                      | Royal Twist              |
|                  |    |                              |                          |
| 06.04.2009       | 34 | Druga szansa                 | Second Chances           |
|                  |    |                              |                          |
| 07.04.2009       | 35 | Miłość Radara                | Radarr Love              |
|                  |    |                              |                          |
| 08.04.2009       | 36 | Honor skauta                 | Scout’s Honour           |
|                  |    |                              |                          |
| 09.04.2009       | 37 | Kres nieba                   | Sky’s End                |
|                  |    |                              |                          |
| 10.04.2009       | 38 | Pięć dni                     | Five Days                |
|                  |    |                              |                          |
| 13.04.2009       | 39 | Kryzys energetyczny          | Energy Crisis            |
|                  |    |                              |                          |
| 14.04.2009       | 40 | Czarne Wody                  | Dark Waters              |
|                  |    |                              |                          |
| 15.04.2009       | 41 | Fan numer jeden              | Number One Fan           |
|                  |    |                              |                          |
| 16.04.2009       | 42 | Pułkownik z zasadami         | Colonel of Truth         |
|                  |    |                              |                          |
| 17.04.2009       | 43 | Rozbitkowie                  | Shipwrecked              |
|                  |    |                              |                          |
| 20.04.2009       | 44 | Walka o władzę               | Power Grab               |
|                  |    |                              |                          |
| 01.05.2009       | 45 | Wieczór filmowy              | Home Movie Night         |
|                  |    |                              |                          |
| 04.05.2009       | 46 | Korzenie                     | Origins                  |
|                  |    |                              |                          |
| 05.05.2009       | 47 | Ultra ziomy                  | The Ultra Dudes          |
|                  |    |                              |                          |
| 06.05.2009       | 48 | Rębacz na zawsze             | A Wallop For All Seasons |
|                  |    |                              |                          |
| 07.05.2009       | 49 | Czas zemsty                  | Payback                  |
|                  |    |                              |                          |
| 08.05.2009       | 50 | Klucz                        | The Key                  |
|                  |    |                              |                          |
| 11.05.2009       | 51 | Cyklońska rewolta            | Cyclonia Rising          |
| 12.05.2009       | 52 | Cyklońska rewolta            | Cyclonia Rising          |
|                  |    |                              |                          |